# Masayoshi Tsukada
Masayoshi Tsukada (塚田昌克?, Tsukada Masayoshi; 4 aprile 1983) è un giocatore di football americano giapponese, che gioca come linebacker per gli Obic Seagulls.